# Gregory Karlen
Gregory Karlen (sinh ngày 30 tháng 1 năm 1995) là một cầu thủ bóng đá người Thụy Sĩ thi đấu cho FC Sion.